# Trish Johnson
Patricia Mary Johnson (Bristol, 17 januari 1966) is een Engelse golfprofessional.

## Amateur
Als amateur heeft Trish Johnson mooie resultaten geboekt. Ze wint:
- South Western in 1983, 1984
- NK Strokeplay t/m 23 en t/m 21 jaar in 1984.
- England Amateur, NK Strokeplay Dames, NK Strokeplay t/m 23 in 1985.

#### Teams
- Curtis Cup (namens Groot-Brittannië en Ierland) op Prairie Dunes in 1986, waar ze 4 van haar 4 punten maakt.
- WK Amateurs (namens Groot-Brittannië en Ierland)

## Professional
Op 26 maart 1987 wordt Trish Johnson professional. Ze heeft t/m januari 2009 bijna 250 toernooien gespeeld en bijna € 2.000.000 verdiend. Haar grootste overwinning is het Wales Ladies Open, waarbij ze ruim € 75.000 verdiende. Haar laatste overwinning is het 2007 BMW Ladies Italian Open.
| Jaar | Toernooi                       | Score | Score | Prijs     |
| ---- | ------------------------------ | ----- | ----- | --------- |
| 1990 | Hennessy Cup                   |       |       |           |
| 1992 | Skol La Nabga Club Classic     | 274   | -10   | 12,600.00 |
| 1992 | Sunrise Cup (individueel) po   | 219   | +3    | 17,337.46 |
| 1996 | Marks & Spencer European Open  | 274   | -14   | 21,000.00 |
| 1996 | Ladies' French Open            | 200   | -19   | 12,600.00 |
| 1997 | Praia D'el Rey European Cup po | 72    | Par   | 7,000.00  |
| 1998 | Praia d'El Rey European Cup po | 72    | Par   | 10,500.00 |
| 1999 | Ladies' French Open            | 282   | -6    | 22,395.00 |
| 1999 | Marrakech Palmeraie Open       | 204   | -12   | 22,395.00 |
| 1999 | Praia d'El Rey European Cup po | 70    | -2    | 14,930.00 |
| 2000 | Ladies British Masters         | 207   | -9    | 24,202.50 |
| 2004 | Wales Ladies Open              | 277   | -15   | 75,206.25 |
| 2007 | BMW Ladies Italian Open        | 273   | -15   | 60,000.00 |

Een po achter de toernooinaam betekent een overwinning na play-off.
Haar coach is Peter Mitchell, voormalig tourspeler.

## Teams
Enkele hoogtepunten:
- Trish Johnson heeft aan de Solheim Cup meegedaan in 1990, 1992, 1994, 1996, 1998, 2000, 2005 en 2007. In 1992 verslaat ze in de singles Patty Sheehan, winnares van het Brits- en US Open.
- Praia d'El Rey European Cup: 1999 (winnaars)
- In 2008 speelde ze met Rebecca Hudson de European Ladies Professional Golf Cup, een damestoernooi waar 20 landenteams, bestaande uit twee professionals, spelen.